# سارة روزفلت
سارة آن ديلانو روزفلت (بالإنجليزية: Sara Ann Delano Roosevelt) (21 سبتمبر 1854 - 7 سبتمبر 1941) كانت الزوجة الثانية لجيمس روزفلت الأول (عام 1880). وهي والدة رئيس الولايات المتحدة فرانكلين ديلانو روزفلت، وهو طفلها الوحيد، وبعد ذلك حماة إليانور روزفلت.

## نبذة
نشأت ديلانو في نيوبورج، نيويورك، وأمضت ثلاث سنوات في هونغ كونغ. أنجبت فرانكلين في عام 1882، وكانت أمًا مخلصة له طوال الفترة المتبقية من حياتها، بما في ذلك التعليم في المنزل والعيش بالقرب منه في مرحلة البلوغ. كانت لديها علاقة معقدة مع زوجة ابنها إليانور، مما أدى إلى تصويرها في وسائل الإعلام على أنها حماتها المتسلطة والمخيفة، على الرغم من أن هذه الادعاءات تتعارض مع وجهات النظر الأخرى. توفيت عام 1941، وكان إلى جانبها ابنها الرئيس روزفلت.

## مرحلة الطفولة
ولدت سارة ديلانو في منطقة عقارات ديلانو في مدينة نيوبورج بنيويورك. لديها عشرة أشقاء، اثنان منهم ماتا وهما طفلان صغيران. توفي ثلاثة آخرون في العشرينات من العمر.
في عام 1862، سافرت سارة ووالدتها كاثرين وستة إخوة وأخوات إلى هونج كونج على متن السفينة سبرايز. على متن السفينة، استمتعت سارة بقضاء الوقت في الدور العلوي وهي تستمع إلى شخص يروي قصصًا عن البحر. اكتشف شقيقها فريد يوميات كاثرين للرحلة بعد عدة سنوات، في عام 1928. في عام 1865، عادت مع عائلتها إلى نيوبورج. تلقت تعليمها في المنزل، باستثناء فترة وجيزة في مدرسة للبنات في دريسدن في ألمانيا عام 1876.
تم وصف ديلانو بأن طولها (178 سم)، وجميلة وذكية في شبابها. وكانت معروفة أيضًا بإدراكها الهدف من حياتها والذي تفتقر إليه العديد من الشابات في سنها في ذلك الوقت.

## الأسرة
بعد العديد من الخاطبين، تزوجت سارة من جيمس روزفلت الأول عام 1880. بعد ذلك بعامين، أنجبت ابنًا، فرانكلين ديلانو روزفلت، في 30 يناير 1882. بعد ولادة ابنها، نصح الأطباء سارة بعدم إنجاب المزيد من الأطفال، وبالتالي أصبح فرانكلين الشاب محور انتباهها. اعتمد العديد من الآباء الأثرياء في هذه الفترة الزمنية على الخدم لرعاية أطفالهم، لكن ليس سارة. علمت فرانكلين القراءة والجغرافيا، وظفت مدرسين بدلاً من إرساله إلى مدرسة تقليدية. بعد وفاة زوجها في عام 1900، انتقلت مؤقتًا إلى بوسطن، ماساتشوستس لتكون قريبة من ابنها الذي كان يدرس في جامعة هارفارد.

## الموت

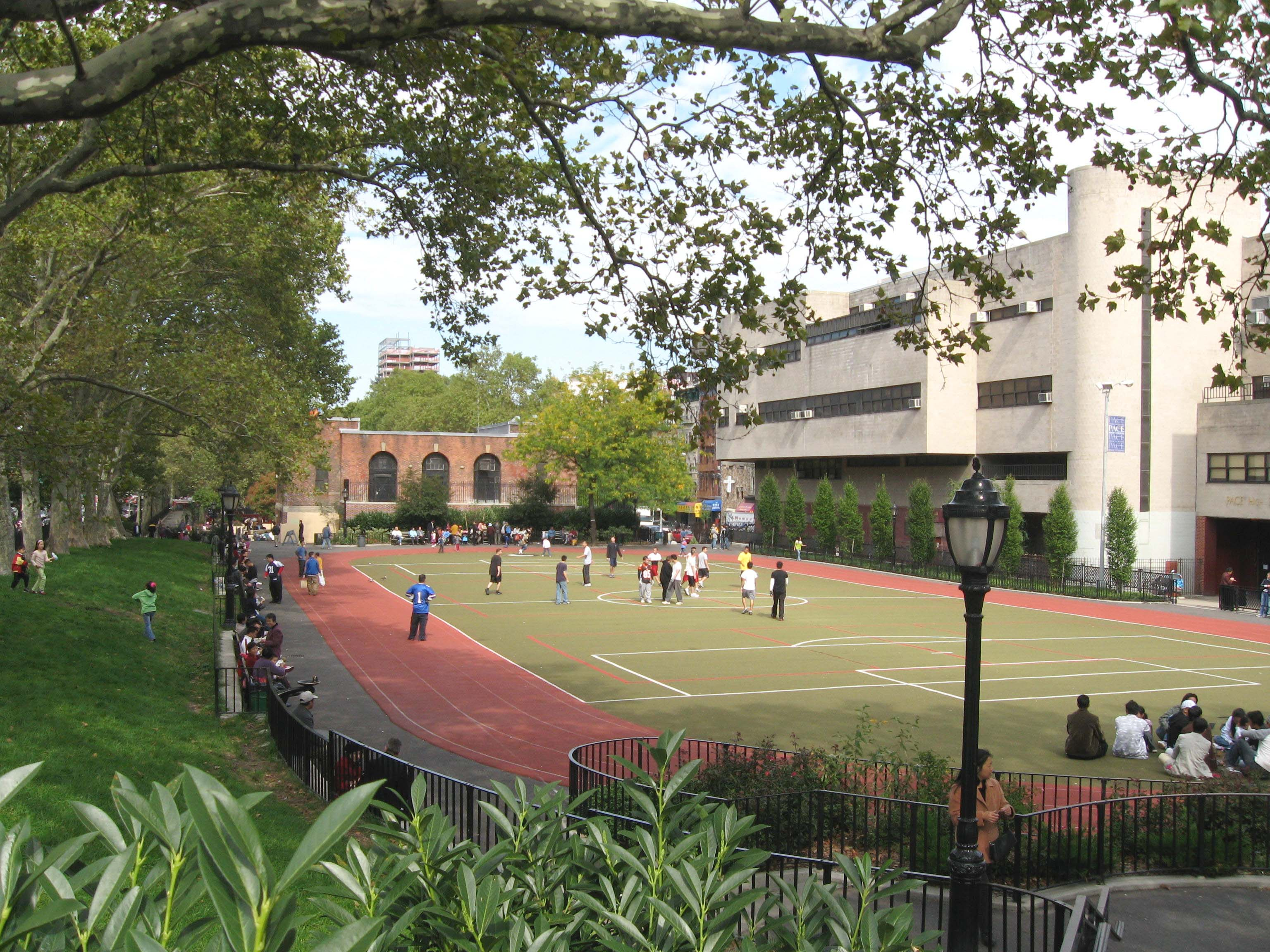
Sara D Roosevelt Pk jeh

توفيت سارة ديلانو روزفلت في 7 سبتمبر 1941 مع وجود الرئيس بجانبها، قبل أسبوعين من عيد ميلادها السابع والثمانين. «بعد دقائق من وفاتها، سقطت أكبر شجرة بلوط في هايد بارك على الأرض. كان يومًا صافًيا بلا ريح».
في عام 2003، أعلنت جامعة مدينة نيويورك أنها ستستعيد منزل روزفلت السابق، المعروف الآن باسم منزل سارة ديلانو روزفلت التذكاري، في 47 East 65th Street، حيث عاشت من عام 1908 حتى وفاتها.

## معرض صور

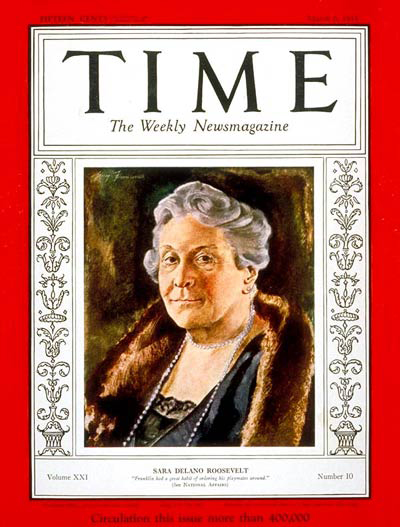
سارة ديلانو روزفلت على غلاف مجلة تايم (6 مارس 1933)
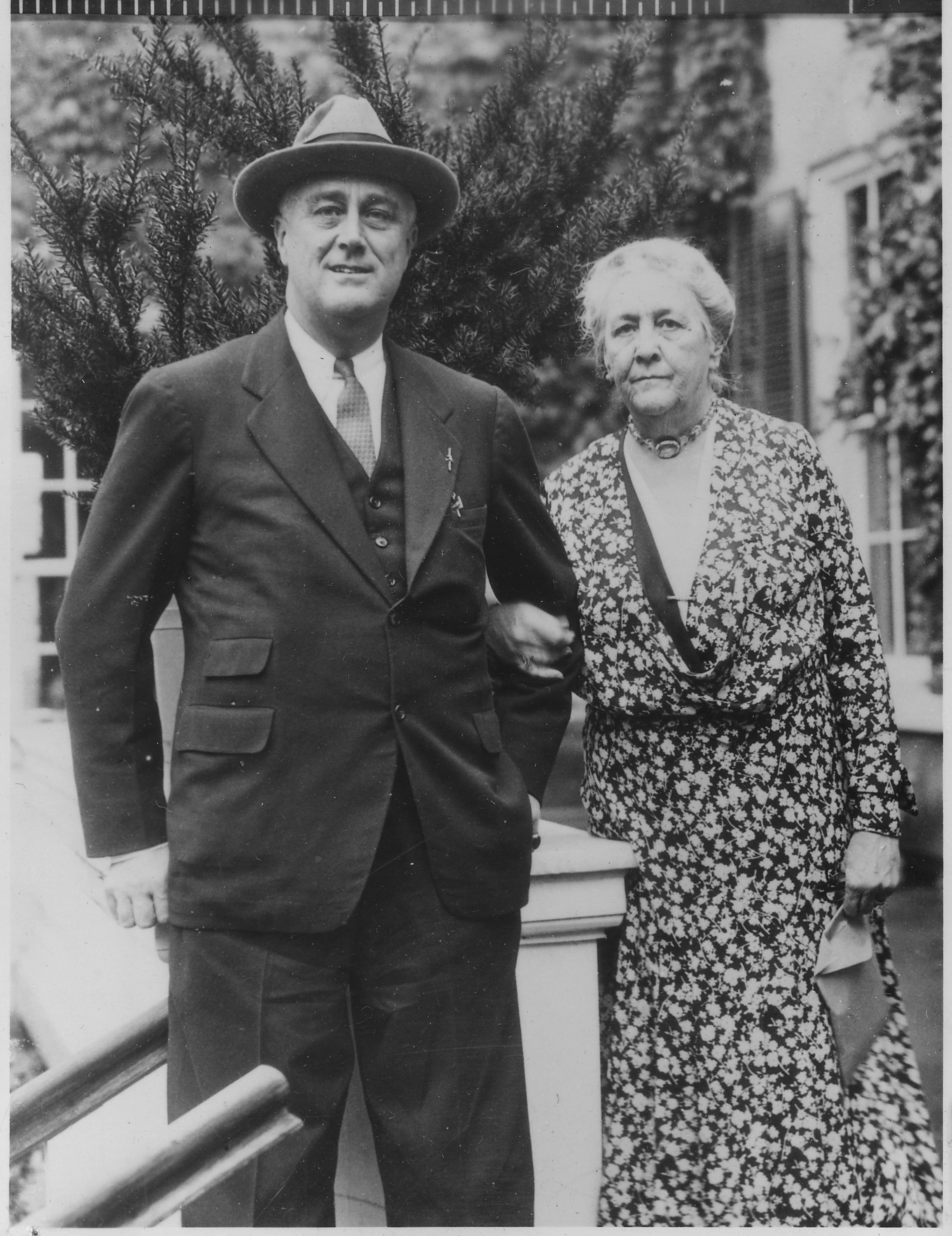
سارة ديلانو روزفلت مع ابنها الرئيس فرانكلين روزفلت في عام 1933 في منزل العائلة في هايد بارك ، نيويورك
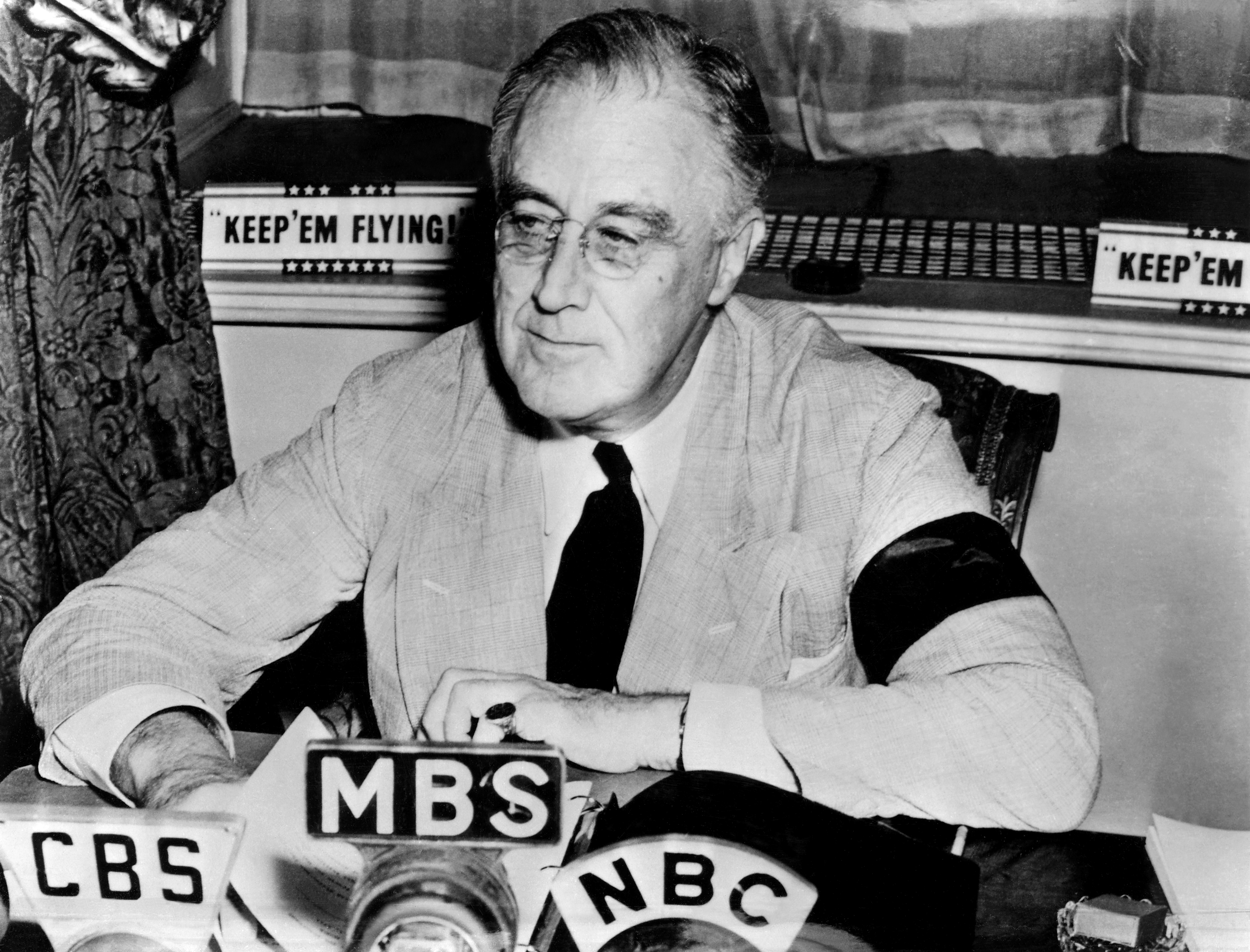
في محادثة بجانب المدفأة بعد أربعة أيام من وفاة والدته، يرتدي فرانكلين روزفلت شارة حداد سوداء (11 سبتمبر 1941)

## روابط خارجية
- رحلة الصين للشابة سارة ديلانو روزفلت على متن سفينة سبرايز مع ستة أشقاء
- الرئيس يرتدي فرقة حداد بعد وفاة والدته، 10 ديسمبر 1941: http://docs.fdrlibrary.marist.edu/images/decwars.jpg